# Igor B. Maslowski
Pour les articles homonymes, voir Maslowski.
Igor B. Maslowski, né le 24 juin 1914 à Smolensk, en Russie, et mort le 16 septembre 1999 à Paris, est un traducteur et un auteur français de romans policiers.

## Biographie
Ses parents fuient la Russie, alors qu’il est âgé de cinq ans, et s’installent en Pologne, où le jeune Igor passe toute son enfance. 
Après des études au lycée français de Varsovie, il se rend à Paris, en 1931, pour entreprendre des études de droit. En 1935, il devient reporter pour la radiodiffusion française et collabore à divers journaux et publications. Quand éclate la Seconde Guerre mondiale, il est mobilisé, mais poursuit sous divers pseudonymes, dont celui de I.B.M., une activité de critiques de cinéma, de théâtre et de concerts pour quelques hebdomadaires. À la fin du conflit, il travaille dans des agences de presse, notamment à l’Associated Press, puis entre à la firme Rank, où il occupe le poste de directeur de la publicité pour la France jusqu’en 1949. Dès 1948, il assure dans Mystère magazine une chronique régulière consacrée à des critiques de romans policiers, intitulée Le crime passe en jugement, qui s’ouvre peu à peu à la recension de textes de science-fiction. 
Sa carrière littéraire se résume à l’écriture de romans policiers humoristiques écrits sous ses divers pseudonymes, ou sous son patronyme, et à plusieurs reprises en collaboration avec Olivier Séchan avec lequel il remporte en 1951 le prix du roman d'aventures pour  Vous qui n'avez jamais été tués.
Il a également signé de nombreuses traductions de romans policiers et de textes de science-fiction et fait paraître, en 1953, La Douzaine du diable, la toute première anthologie de nouvelles policières françaises.
Il était l'époux de la claveciniste française Blandine Verlet.

## Œuvre

### Romans

#### Signé Renée Gaudin
- La Mort se lève à 22 heures, Paris, Jean Renard, coll. « Le Diable noir » no 4, 1943 ; réédition signée Igor B. Maslowski, Paris, La Bruyère, coll. La Cagoule no 70, 1950

#### Signés Igor B. Maslowki
- Le jury avait soif, Paris, La Bruyère, coll. « La Cagoule » no 72, 1950 ; réédition, Paris, Éditions du Chardon, coll. Le Carillon, 1954

#### En collaboration avec Olivier Séchan
- Défi à la mort, Paris, Éditions des Loisirs, coll. « Le Yard » no 16, 1950 (sous le pseudonyme Laurence Tecumseh Ford)
- Vous qui n'avez jamais été tués, Paris, Librairie des Champs-Élysées, Le Masque no 395, 1951 ; réédition, Paris, Librairie des Champs-Élysées, Le Club des Masques no 298, 1977
- Vient de disparaître, Paris, Librairie des Champs-Élysées, Le Masque no 435, 1953
- Voulez-vous mourir avec moi ?, Paris, Calmann-Lévy, coll. « La Biche » no 18, 1954

### Nouvelles
- Sa dernière cigarette, Paris, Opta, Mystère Magazine no 32, septembre 1950
- Symphonie de la mort, Paris, Opta, Mystère Magazine no 126, novembre 1971 ; réédition dans La Crème du crime volume 2, Nantes, L'Atalante, 1995 (en collaboration avec Olivier Séchan)

### Anthologie de nouvelles policières françaises
- La Douzaine du diable (1953)

## Prix et distinctions
- Prix Ariane 1943 pour La Mort se lève à 22 heures
- Prix du roman d'aventures en 1951 pour Vous qui n'avez jamais été tués

## Sources
- Jacques Baudou et Jean-Jacques Schleret, Le Vrai Visage du Masque, vol. 1, Paris, Futuropolis, 1984, 476 p. (OCLC 311506692), p. 400-402.
- [Claude Mesplède (dir.), Dictionnaire des littératures policières, vol. 2 : J - Z, Nantes, Joseph K, coll. « Temps noir », 2007, 1086 p. (ISBN 978-2-910-68645-1, OCLC 315873361), p. 322.